# Contarinia okadai
Contarinia okadai är en tvåvingeart som först beskrevs av Manabu Miyoshi 1926.  Contarinia okadai ingår i släktet Contarinia och familjen gallmyggor. Inga underarter finns listade i Catalogue of Life.